# Tabernaemontana crassa
Tabernaemontana crassa är en oleanderväxtart som beskrevs av George Bentham. Tabernaemontana crassa ingår i släktet Tabernaemontana och familjen oleanderväxter. Inga underarter finns listade i Catalogue of Life.